# Guy Coq
Guy Coq, född 1950, är en fransk filosof, särskilt verksam inom pedagogikens filosofi. 
Han har bland annat argumenterat för sekularism (laïcité) och hävdat att religionsundervisning i skolan inte är oförenligt med detta så länge som det fria valet är fullständigt. En förutsättning för detta är att filosofiundervisning integreras i religionsundervisningen. Coq har spelat stor roll för hela debatten kring sekularism och är en av skaparna av begreppet "öppen sekularism" (laïcité ouverte).